# Astragalus humifusus
Astragalus humifusus es una especie de planta del género Astragalus, de la familia de las leguminosas, orden Fabales.

## Distribución
Astragalus humifusus se distribuye por Georgia, Cáucaso y Turquía.

## Taxonomía
Fue descrita científicamente por Willd. Fue publicada en Sp. Pl., ed. 4, 3: 1286 (1802).